# Staatliche Feiertage in Bosnien und Herzegowina
Die Festlegung der Feiertage erfolgt in Bosnien und Herzegowina auf Ebene der Entitäten und nicht auf der Ebene des Gesamtstaates. Dennoch sind in Summe mit jeweils sieben Tagen die gleiche Anzahl der Feiertage vorhanden und es werden jeweils nur zwei Feiertage unterschiedlich begangen.
| Gesetzliche Feiertage nach Entitäten | Gesetzliche Feiertage nach Entitäten | Gesetzliche Feiertage nach Entitäten                                 | Gesetzliche Feiertage nach Entitäten | Gesetzliche Feiertage nach Entitäten |
| Datum                                | deutscher Name                       | lokaler Name                                                         | RS                                   | FBiH                                 |
| ------------------------------------ | ------------------------------------ | -------------------------------------------------------------------- | ------------------------------------ | ------------------------------------ |
| 1. Januar                            | Neujahr(stag)                        | Nova godina                                                          | •                                    | •                                    |
| 2. Januar                            | Neujahr(stag)                        | Nova godina                                                          | •                                    | •                                    |
| 9. Januar                            | Tag der Republik                     | Dan republike                                                        | •                                    |                                      |
| 1. März                              | Unabhängigkeitstag                   | Dan nezavisnosti                                                     |                                      | •                                    |
| 1. Mai                               | Tag der Arbeit                       | Dan rada                                                             | •                                    | •                                    |
| 2. Mai                               | Tag der Arbeit                       | Dan rada                                                             | •                                    | •                                    |
| 9. Mai                               | Tag des Sieges                       | Dan pobjede                                                          | •                                    |                                      |
| 21. November                         | Tag des Abkommens von Dayton         | Dan uspostave Opšteg okvirnog sporazuma za mir u Bosni i Hercegovini | •                                    |                                      |
| 25. November                         | Tag der Staatlichkeit                | Dan državnosti                                                       |                                      | •                                    |
| Summe                                | Summe                                | Summe                                                                | 7                                    | 7                                    |

Mit dem 9. Januar feiert die Republika Srpska die Ausrufung ebendieser im Jahr 1992 im Rahmen des noch bestehenden Jugoslawiens.

Die Föderation Bosnien und Herzegowina hingegen feiert den 1. März in Erinnerung an das seitens der bosnischen Serben zu großen Teilen boykottierte Unabhängigkeitsreferendum vom 29. Februar und 1. März 1992 sowie die anschließende Ausrufung der von Jugoslawien unabhängigen Republik Bosnien und Herzegowina.
Ebenfalls unterschiedlich wird jeweils der Feiertag zur Gründung des Gesamtstaates gefeiert. Die Republika Srpska hat hierfür das Datum des Abkommens von Dayton am 21. November 1995 gewählt, die Föderation Bosnien und Herzegowina hingegen – wie schon zu jugoslawischen Zeiten – den 25. November 1943, als in Mrkonjić Grad die Volksrepublik als Bestandteil von Jugoslawien ausgerufen wurde.